# Evgenij Agrest
Evgenij Agrest (Vicebsk, 15 agosto 1966) è uno scacchista svedese di origine bielorussa.
Ha ottenuto il titolo di Maestro Internazionale nel 1991 e di Grande Maestro nel 1997.
Nel 1994 si laureò in economia all'Università di San Pietroburgo e nello stesso anno si trasferì in Svezia.

## Principali risultati
Vinse quattro volte il campionato svedese (1998, 2001, 2003 e 2004) e tre volte il campionato nordico, nel 2001 alla pari con Artur Kogan, nel 2003 alla pari con Curt Hansen, e nel 2005.
Con la nazionale svedese ha partecipato a 8 edizioni delle olimpiadi degli scacchi dal 1998 al 2014, ottenendo complessivamente il 52,7% dei punti.
Nel 1994 ha vinto la XIII edizione del torneo di San Giorgio su Legnano. Nel 2001/02 ha vinto la 31ª edizione della Rilton Cup di Stoccolma. Nel 2010 si è classificato =1°-6° nel campionato europeo individuale (terzo per spareggio tecnico).
Ha partecipato al Campionato del mondo FIDE del 2000 (eliminato nel 1º turno da Aleksandr Oniščuk 0,5-1,5), al Campionato del mondo FIDE del 2004 (eliminato nel 1º turno da Karen Asryan 1,5-2,5) e alla Coppa del Mondo 2005 (eliminato nel 1º turno da Artëm Timofeev 1,5-2,5).
Assieme a Aleksandǎr Delčev ha scritto un libro sulla difesa Grünfeld: The Safest Grünfeld, Chess Stars Publishing, Sofia 2011.
È stato allenatore di Nils Grandelius dal 2013.